# Mathikere, Chikmagalur
Mathikere là một làng thuộc tehsil Chikmagalur, huyện Chikmagalur, bang Karnataka, Ấn Độ.